# Jan van Best
Joannes van Best (Valkenswaard, 21 augustus 1880 – Brussel, 21 april 1958) was een Nederlands advocaat en politicus.

## Leven en werk
Van Best werd in 1880 geboren als een zoon van de gemeenteraadslid van Valkenswaard en tabaksfabrikant Joannes van Best en Josephine Catherine Pompen. Hij studeerde rechten aan de Universiteit Utrecht en promoveerde aldaar in 1910 op stellingen tot doctor. Hij begon zijn carrière als gemeenteraadslid van de Noord-Brabantse stad Eindhoven. Van 1910 tot 1924 was Van Best werkzaam als advocaat in de netgenoemde stad. Van 26 oktober 1910 tot 23 maart 1918 was hij lid van de Tweede Kamer der Staten-Generaal en van 31 mei 1920 tot 24 juni 1924 fungeerde Van Best als wethouder van Eindhoven waar hij de portefeuille armenzorg en onderwijs. Nadien was hij tot 1958 rechtskundig adviseur in het Belgische Brussel.
Van Best trouwde te Helmond op 21 juli 1914 met Maria Josepha Cornelia Bogaers. Hij was erelid van het mannenkoor te Eindhoven. Op 21 april 1958 overleed hij.
- Biografisch Portaal: 64327558
- Parlement.com: vg09lky11ly1